# HellRaisers
HellRaisers — українська кіберспортивна організація, що була створена 9 березня 2014 року екс-гравцями «Astana Dragons». Спочатку в організації була команда по CS:GO. 29 серпня 2014 року було відкрито підрозділ в дисципліні Dota 2, 18 січня 2015 року — по World of Tanks, а 17 червня 2015 року — за Hearthstone. На данний момент є замороженою.

## Підрозділи

### Counter-Strike: Global Offensive
Склад по Counter-Strike: Global Offensive було відкрито напередодні ESL Major Series One: Katowice 2014. Після того, як організація Astana Dragons розпрощалася із гравцями, склад вирішив виступати під новою назвою — HellRaisers. До першого складу увійшли Кирило «ANGE1» Карасьов, Даурен «AdreN» Кистаубаєв, Михайло «Dosia» Столяров, Єгор «markeloff» Маркелов і Еміль «kUcheR» Ахундов. Менеджером колективу стала Владислава «Vladyslava_Z» Захлєбіна. 8 вересня 2014 року через невтішні результати виступів зі складу йде Даурен Кистаубаєв. Його місце в команді зайняв Олександр «s1mple» Костильов. Після невдалих виступів на ESWC і DreamHack Winter складу залишають Єгор Маркелов та Олександр Костилев. Місце вибулих в HR займають знову Даурен Кистаубаєв і новий гравець Єгор «flamie» Васильєв. 16 березня 2015 року Єгор Васильєв покидає склад і вакантне місце займає Рустем «mou» Телепов. 11 вересня 2015 року склад залишає Михайло Столяров.
22 жовтня 2015 року склад HellRaisers колектив покидає казахський дует Рустема Телепова і Даурена Кистаубаєва. Їх місця займають словак Мартін «STYKO» Стік і чех Томаш «oskar» Штястни, в якості п'ятого гравця виступає Олександр Костилев, який не входить в регулярний склад, але числиться в якості тимчасового гравця. 7 березня 2016 року з команди, у зв'язку з закінченням контракту, йде Еміль Ахундов, і в основному складі залишається тільки три гравці. 11 квітня 2016 року в основний склад приходить Патрік «Zero» Жудель, який до цього виступав за HellRaisers в якості тимчасового гравця. 21 квітня 2016 року остаточно сформувався склад — Владислав «bondik» Нечипорчук займає останнє вакантне місце. 27 червня 2016 року Томаш Штястни переходить в іншу команду. До жовтня HellRaisers виступають із замінами. 5 жовтня 2016 року на постійну основу в команду приходить Бенце «Deadfox» Бороц.
8 серпня 2017 року зі складу йде Мартін «STYKO» Стік. Разом з цим, Владислав «bondik» Нечипорчук виставляється на трансфер, а вакантні місця займають Ісса «ISSAA» Мурад і Озгюр «woxic» Екер, які відзначилися хорошими результатами в FPL.
8 листопада 2018 року замість Владислава «bondik» Нечипорчука, приходить Абай «HObbit» Хасенов. Абай ще в жовтні просив виставити його на трансфер.

#### Склад підрозділу
Поточний склад по CS: GO на момент розпуску:
| Країна         | Нік            | Повне ім'я      |
| Основний склад | Основний склад | Основний склад  |
| -------------- | -------------- | --------------- |
| Україна        | OWNER          | Михайло Лимар   |
| Україна        | alex666        | Олексій Ярмощук |
| Україна        | Templ          | Дмитро Сривков  |
| Україна        | 7oC1X          | Євгеній Моцевий |
| Україна        | w0nderful      | Ігор Жданов     |
| Тренер         |                |                 |
| Россия         | liTTle         | Анатолій Яшин   |

##### Колишні учасники
| Країна     | Нік    | Повне ім'я         | Перейшов в    |
| ---------- | ------ | ------------------ | ------------- |
| Чехія      | oskar  | Томас Шястни       |               |
| Йорданія   | ISSAA  | Ісса Мурад         | OG            |
| Туреччина  | woxic  | Озгур Екер         | mousesports   |
| Словаччина | STYKO  | Мартін Стік        | mousesports   |
| Россия     | kUcheR | Еміль Ахундов      | Team Empire   |
| Україна    | s1mple | Олександр Костилев | dAT Team      |
| Казахстан  | mou    | Рустем Телепов     | HS.GG         |
| Казахстан  | AdreN  | Даурен Кистаубаєв  | HS.GG         |
| Россия     | flamie | Єгор Васильєв      | Natus Vincere |

#### Досягнення
| Місце | Турнір                                           | Місце проведення | Дата проведення          | Призові    |
| 2014  | 2014                                             | 2014             | 2014                     | 2014       |
| ----- | ------------------------------------------------ | ---------------- | ------------------------ | ---------- |
| 3-4   | DreamHack Summer                                 | Єнчепінг         | 14 — 17 червня           | $ 3,500    |
| 3     | DreamHack Valencia                               | Валенсія         | 17 — 20 липня            | € 1,500    |
| 3     | SLTV StarSeries Season X                         | Київ             | 30 — 31 серпня           | $ 5,000    |
| 2     | Game Show League CS: GO                          | Красногорск      | 3 — 5 жовтня             | $ 5,000    |
| 2015  |                                                  |                  |                          |            |
| 2     | G2A December Cup                                 | Онлайн           | 11 січня                 | $ 3,000    |
| 3     | ASUS ROG Winter 2015                             | Гельсінкі        | 29 — 30 січня            | $ 4,000    |
| 3-4   | DreamHack France 2015                            | Тур              | 9 — 10 травня            | $ 3,000    |
| 4     | Fragbite Masters Season 4                        | Стокгольм        | 6 — 7 червня             | SEK 60,000 |
| 1     | Acer Predator Masters Season 1                   | Крефельд         | 30 липня — 2 серпня      | $ 20,000   |
| 2     | CS: GO Champions League Season 2                 | Онлайн           | 16 вересня — 14 грудня   | $ 15,000   |
| 2016  |                                                  |                  |                          |            |
| 1     | PGL European Minor Championship 2016             | Бухарест         | 29 — 31 січня            | $ 30,000   |
| 1     | Copenhagen Games 2016                            | Копенгаген       | 23 — 26 березня          | € 17,000   |
| 3-4   | CEVO Gfinity Pro-League Season 9 Finals          | Лондон           | 28 квітня — 1 травня     | $12,500    |
| 1     | ESEA Season 21: Premier Division — Europe Finals | Лестер           | 7 травня                 | $ 10,000   |
| 2     | DreamHack Tours 2016                             | Тур              | 14 — 16 травня           | $ 15,000   |
| 2     | European Minor Championship 2017 — Atlanta       | Бухарест         | 4 — 6 листопада          | $ 15,000   |
| 2017  |                                                  |                  |                          |            |
| 15-16 | ELEAGUE Major 2017                               | Атланта          | 22 — 29 січня            | $ 8,750    |
| 3-4   | StarLadder i-League StarSeries Season 3          | Київ             | 4 — 9 квітня             | $ 25,000   |
| 5-6   | DreamHack Austin 2017                            | Остін            | 28 — 30 квітня           | $ 3,000    |
| 2     | DreamHack Tours 2017                             | Тур              | 6 — 8 травня             | $ 20,000   |
| 12    | ESL Pro League Season 5 — Europe                 | Онлайн           | 11 травня                | $ 11,500   |
| 3-4   | Adrenaline Cyber League 2017                     | Москва           | 18 червня                | $ 5,000    |
| 3-4   | DreamHack Atlanta 2017                           | Атланта          | 21 — 23 липня            | $ 10,000   |
| 3     | StarLadder i-League Invitational #2              | Шанхай           | 2 — 5 листопада          | $15,000    |
| 6     | ESL Pro League Season 6 — Europe                 | Онлайн           | 22 серпня — 11 листопада | -          |
| 1     | FCDB Cup 2017                                    | Мінськ           | 24 — 26 листопада        | $ 20,000   |
| 5-6   | ESL Pro League Season 6: Finals                  | Оденсе           | 5 — 10 грудня            | $ 45,000   |
| 2018  |                                                  |                  |                          |            |
| 9-11  | StarLadder i-League StarSeries Season 4          | Київ             | 17 — 25 січня            | $ 6,000    |
| 3-4   | V4 Future Sports Festival                        | Будапешт         | 23 — 25 березня          | € 50,000   |
| 1     | Bets.net Masters: Season 1                       | Київ             | 5 — 8 квітня             | $ 50,000   |
| 3     | GG: Origin                                       | Онлайн           | 16 березня — 12 квітня   | $ 3,500    |
| 7     | ESL Pro League Season 7 — Europe                 | Онлайн           | 13 лютого — 24 квітня    | -          |
| 2     | DreamHack Open Tours 2018                        | Тур              | 19 — 21 травня           | $ 20,000   |
| 12-14 | StarSeries & i-League CS: GO Season 5            | Київ             | 28 травня — 3 червня     | $ 4,000    |
| 2     | Moche XL Esports                                 | Лісабон          | 9 –1 0 червня            | $15,000    |
| 5-8   | FACEIT Major: London 2018                        | Лондон           | 6 — 23 вересня           | $35,000    |

### World of Tanks
Підрозділ по World of Tanks був відкритий 18 січня 2015 року — організація підписала контракти з гравцями команди Unity. До першого складу увійшли Руслан «LuciqueII» Єрмаков, Максим «MAX_san» Іванов, Олексій «Bullkin» Жильцов, Володимир «DYADOR» Друцький, Дмитро «kamaek» Гранкін, Владислав «NesKwi» Канаєв, Андрій «lolwo» Денисенко і Олексій «Near_You» Кучкін. Менеджером команди став Юрій «_YR_» Бухаров.
У 2015 році колектив став чемпіоном світу, перемігши на турнірі The Grand Finals 2015. Крім того, команда закінчила на другому місці свій виступ у другому і третьому сезоні WGL RU Gold Series 2015, а також стала срібним призером четвертого сезону. У 2016 році HellRaisers взяли участь у турнірі The Grand Finals 2016, але в матчі за титул програли Natus Vincere і зайняли друге місце. 30 листопада 2016 року підрозділ по World of Tanks було закрито. Зараз всі екс-гравці HellRaisers (крім lolwo) грають у складі команди TORNADO Energy, а lolwo грає у складі Not So Sirius.

#### Останній склад команди
|          | Нік      | Повне ім'я         |
| -------- | -------- | ------------------ |
| Россия   | Neskwi   | Владислав Канаєв   |
| Россия   | Nuclear  | Олексій Морозов    |
| Россия   | applewow | Юрій Ільїн         |
| Білорусь | Near_You | Олексій Кучкін     |
| Білорусь | SERVER   | Едуард Сечко       |
| Україна  | Grifon   | Євген Войтенко     |
| Україна  | DYADOR   | Володимир Друцький |

#### Досягнення
| Місце | Турнір                     | Місце проведення | Дата проведення      | Призові   |
| 2015  | 2015                       | 2015             | 2015                 | 2015      |
| ----- | -------------------------- | ---------------- | -------------------- | --------- |
| 3     | WGS Season 3               | Мінськ           | 22 березня 2015      | $ 12,500  |
| 1     | The Grand Finals 2015      | Варшава          | 25-26 квітня 2015    | $ 150,000 |
| 2     | WGL RU S1 2015-16          | Київ             | 20 вересня 2015      | $ 12,500  |
| 1     | World Cyber Arena 2015     | Їньчуань         | 18-19 грудня 2015    | $ 189,000 |
| 2016  |                            |                  |                      |           |
| 2     | The Grand Finals 2016      | Варшава          | 9 квітня 2016        | $ 75,000  |
| 1     | Razer Arena Pro-серія 7x7  | Онлайн           | 25 квітня 2016       | $ 3,500   |
| 1     | Clash Series #3            | Онлайн           | 9-11 червня 2016     | $ 1,200   |
| 2     | WGL CIS Season I 2016—2017 | Казань           | 9 жовтня 2016        | $ 25,000  |
| 1     | Clash Series: Зимові ігри  | Онлайн           | 24-27 листопада 2016 | $ 2,800   |

### Dota 2

#### Перший склад
Підрозділ по Dota 2 було відкрито 29 серпня 2014 року. До складу увійшли гравці команди Relax, а саме — Іван «ArtStyle» Антонов, Андрій «Dread» Голубєв, Віталій «dubassssss» Лухтан, Ілля «ALOHADANCE» Коробкін і Максим «Yoky» Кім. 30 жовтня 2014 року, після невдалого виступу у десятому сезоні StarLadder, склад був переформований — в команду прийшло відразу чотири гравці Kompas.Gaming, а єдиний гравець, що залишився зі старого складу HellRaisers, Андрій «Dread» Голубєв, зайняв в новій п'ятірці позицію капітана. Оновлений склад виступав разом до 15 жовтня 2015 року. Під час відбіркового етапу на The Frankfurt Major 2015 в команді виник конфлікт, який закінчився виходом з команди Андрія Голубєва і Данила «MeTTpuM» Гілева. Колектив був доповнений тимчасовими гравцями, але особливих успіхів досягти не вдалося. 22 березня 2016 року організація HellRaisers заморозила підрозділ по Dota 2 і розпустила склад.

#### Європейский склад
У липні, після кваліфікацій на The International 2017, HellRaisers представили новий склад, що складався з колишніх гравців команди Planet Dog, однак 5 серпня 2017 року команда не змогла вийти з групового етапу і достроково посіли останнє місце в групі B. 6 вересня 2017 року колектив покинув Урош «Swiftending» Галич, його місце у складі зайняв Алаан «SexyBamboe» Фарадж,проте, вже в кінці листопада він теж пішов з команди. 12 грудня 2017 року організація оголосила, що розпустила складу по Dota 2. Всі гравці складу, крім Алаана «SexyBamboe» Фарадж, продовжили грати разом під тегом Planet Dog. П'ятим гравцем до них приєднався колишній гравець Vega Squadron Дмитро «Ditya Ra» Міненков.

#### Поточний склад
24 вересня 2019 року організація HellRaisers повернулася в змагання по Dota 2 і представила новий склад, в який увійшли ALOHADANCE, Miposhka, який раніше виступав у складах Yellow Submarine і Team Singularity, а також Дмитро «DM» Дорохін, Олександр «Nix» Левін і Алік «V-Tune» Воробей. Команда успішно подолала кваліфікацію на DOTA Summit 11 Minor.
2 листопада ALOHADANCE напередодні мінору DOTA Summit 11, відмовився тренуватися разом з командою і був виставлений на трансфер. 27 січня HellRaisers оновили склад в дисципліні Dota 2: Микита «elmo» Ломалин, Павло «bowbowbow» Мостаков і Олег «sayuw» Каленбет покинули колектив. Новими гравцями команди стали Арслан «xannii» Шаджанов, Георгій «Gilgir» Свистунів і Гліб «Funn1k» Ліпатнікова.

#### Склад підрозділу
Перша команда на момент розпуску
|           | Нік      | Повне ім'я         |
| --------- | -------- | ------------------ |
| Россия    | Afoninje | Андрій Афонін      |
| Россия    | Shachlo  | Максим Абрамовских |
| Россия    | ubah     | Іван Капустін      |
| Казахстан | goddam   | Дулат Сейдимомин   |

Європейський склад по Dota 2 на момент розпуску
|                      | Нік        | Повне ім'я        |
| -------------------- | ---------- | ----------------- |
| Білорусь             | j4         | Липай Олексій     |
| Боснія і Герцеговина | MiLAN      | Мілан Козомара    |
| Ізраїль              | SexyBamboe | Алаан Фарадж      |
| Казахстан            | 33         | Нета Шапира       |
| Греція               | Keyser     | Грег Каллианиотис |

Поточний склад по Dota 2
|                | Нік            | Повне ім'я           |
| Основний склад | Основний склад | Основний склад       |
| -------------- | -------------- | -------------------- |
| Россия         | Nix            | Олександр Левін      |
| Россия         | xannii         | Арслан Шаджанов      |
| Україна        | Funn1k         | Гліб Ліпатнікова     |
| Россия         | Miposhka       | Ярослав Найдьонов    |
| Россия         | Gilgir         | Свистунов Георгій    |
| Тренер         |                |                      |
| Россия         | Accell         | Олександр Литвиненко |

#### Досягнення

##### Європейський склад
| Місце | Турнір                               | Місце проведення | Дата проведення          | Призові   |
| 2017  | 2017                                 | 2017             | 2017                     | 2017      |
| ----- | ------------------------------------ | ---------------- | ------------------------ | --------- |
| 17-18 | The Interntaional 2017               | Сіетл            | 2-12 серпня              | 61 720 $  |
| 1     | World Cyber Arena 2017 Europe Finals | Онлайн           | з 28 вересня по 9 жовтня | 200 000 ¥ |

##### Поточний склад
| Місце | Турнір                    | Місце проведення | Дата проведення | Призові |
| 2019  | 2019                      | 2019             | 2019            | 2019    |
| ----- | ------------------------- | ---------------- | --------------- | ------- |
| 3     | DOTA Summit 11 Minor      | Лос-Анджелес     | 7-10 листопада  | $54,000 |
| 2     | Parimatch League Season 1 | Москва           | 28-30 листопада | $20,000 |

### Hearthstone: Heroes of Warcraft
Підрозділ по Hearthstone було відкрито 17 червня 2015 року. Спочатку в складі значився один гравець — Олексій «lostov» Фурсов. Через місяць, 17 липня 2015 року, були підписані контракти ще з двома гравцями: Миколаєм «NickChipper» Величко та Олексієм «ШтанУдачи» Борсуковим. 26 серпня 2015 року — контракт на один турнір з Олександром «Kucha» Кулінічем і за результатами виступу було прийнято рішення не продовжувати термін дії контракту. Склад був розпущений 29 січня 2016 року. До значних досягнень можна віднести перемогу Миколая «NickChipper» Величко на Plantronics Gaming Rumble 3, третє місце Олексія «lostov» Фурсова на SLTV Kick-off Season та кілька перемог Олексія «ШтанУдачи» Барсукова на турнірах від Gfinity.

#### Склад команди
|         | Нік         | Повне ім'я        |
| ------- | ----------- | ----------------- |
| Россия  | lostov      | Олексій Фурсов    |
| Россия  | ШтанУдачи   | Олексій Барсуков  |
| Россия  | Kucha       | Олександр Кулініч |
| Україна | NickChipper | Микола Величко    |